# Kosambi Timur
Kosambi Timur is een bestuurslaag in het regentschap Tangerang van de provincie Banten, Indonesië. Kosambi Timur telt 13.020 inwoners (volkstelling 2010).